# Władysław Badeni
Władysław Badeni (ur. 19 maja 1819 w Boryniczach koło Bóbrki, zm. 10 czerwca 1888  w Bad Gleichenberg) – polski hrabia, polityk galicyjski, poseł do sejmu krajowego, członek Rady Państwa, szambelan austriacki w 1847 roku.

## Życiorys
Urodził się w rodzinie Kazimierza krajczego koronnego i Felicji Ufiniarskiej. Ukończył studia prawnicze. W latach 1839–1844 pracował  w służbie administracyjnej w Przemyślu i Lwowie. W latach 1844–1861  członek Stanów Galicyjskich, współwłaściciel Borynicza, Drohobycza koło Bóbrki, a po śmierci ojca również Surochowa i Koniaczowa koło Jarosławia.  Zwolennik uwłaszczenia chłopów, w 1847  roku podpisał w tej sprawie petycję do Wiednia. W latach 1866–1888 był posłem do  sejmu krajowego z okręgu Jarosław. W sejmie wybrany najpierw zastępcą, a następnie członkiem Wydziału Krajowego. W 1870  roku został wybrany posłem do Rady Państwa z okręgu Drohobycz, Jarosław, Przemyśl i Sambor. W 1872 roku złożył mandat.
29 lipca 1870 otrzymał komandorię papieskiego Orderu św. Grzegorza.
Pracował w komisji drogowej. Przyczynił się do budowy sieci dróg, w tym również w powiecie jarosławskim  prowadzących do linii  kolejowych imienia Karola Ludwika. Szczególnie zasłużony przy odbudowie spalonego w 1862 roku kościoła farnego pod wezwaniem Bożego Ciała. 8 czerwca 1863 roku otrzymał honorowe obywatelstwo Jarosławia. W latach 1867–1873  marszałek pierwszej pochodzącej z wyboru Rady Powiatowej w Jarosławiu (członek Rady Powiatowej w latach 1867–1875).  Zmarł 10 czerwca 1888 roku  w Bad Gleichenberg, pochowany został w Busku w powiecie Kamionka Strumiłowa.